# Rörelser
Rörelser (schwedisch „Bewegungen“; internationaler englischsprachiger Titel Raptures) ist ein Filmdrama von Jon Blåhed. Es gilt als der erste Spielfilm, der überwiegend in Meänkieli gedreht wurde. Inspiriert von Bengt Pohjanens Roman Dagning, röd! erzählt die finnisch-schwedische Koproduktion die Geschichte einer jungen Frau, die als strenggläubige Christin in ein Dilemma gerät, als ihr Ehemann eine Sekte gründet. Der Film feierte Anfang Februar 2025 beim Internationalen Filmfestival Rotterdam seine Premiere und kam im März 2025 in die finnischen Kinos.

## Handlung
In den 1930er Jahren in Tornedalen im hohen Norden Schwedens. Rakel ist die Lehrerin ihres kleinen Dorfes, in dem sie sich gemeinsam mit ihrem raubeinigen und gutaussehenden Ehemann Teodor und ihrer Stieftochter Elsa niedergelassen hat. Sie spricht fließend Meänkieli und Schwedisch, was bei den ungebildeten Einheimischen  Misstrauen erregt.
Als Teodor, der in der Gemeinde beliebter als Rakel ist, seine eigene Sekte gründet, nachdem sie von Toivo Korpela Besuch erhalten haben, der sein ganz eigenes Evangelium verbreitete, gerät die prüde und strenggläubige Christin in ein Dilemma. Sie hat keine andere Wahl, schließt sich der Sekte an und wird zur „Pfarrersfrau“, auch wenn ihre Moralvorstellungen ihr dies schwer machen.
Insgeheim versucht Rakel die Familie vor seiner bizarren und zunehmend gefährlichen Weltanschauung zu schützen. Teodor ist davon überzeugt, selbst der Erlöser zu sein, warnt vor der bevorstehenden Apokalypse und beginnt mit den meisten seiner weiblichen Anhängerinnen offen sexuelle Beziehungen.

## Produktion

### Filmstab und Idee
„Ich glaube nicht, dass er heute so lange weitermachen könnte, ohne gestoppt zu werden […]. Ich hoffe, es kann uns zum Nachdenken über Spiritualität anregen und darüber, was sie den Menschen gibt. Sie treten diesen Gemeinschaften aus sehr unterschiedlichen Gründen bei, mit unterschiedlichen Absichten und unterschiedlichen Träumen.“

Regie führte Jon Blåhed, der in der Vergangenheit unter anderem als Regieassistent für den Mystery-Thriller Thelma von Joachim Trier tätig war. Blåhed wurde 1987 in Gällivare in der nordschwedischen Provinz Norrbottens län geboren. Er wollte bei seinem Film auf die Minderheitensprache Meänkieli setzen, die in seiner Heimatregion gesprochen wird, die er selbst aber nicht spricht. Meänkieli wird derzeit von nur rund 40.000 Menschen als Muttersprache gesprochen. Die Dialoge wechseln im Film zwischen Meänkieli, Schwedisch und Finnisch Die Untertitel sind farbkodiert, in Weiß, Blau und Gelb, um anzuzeigen, welche Sprache wann gesprochen wird.

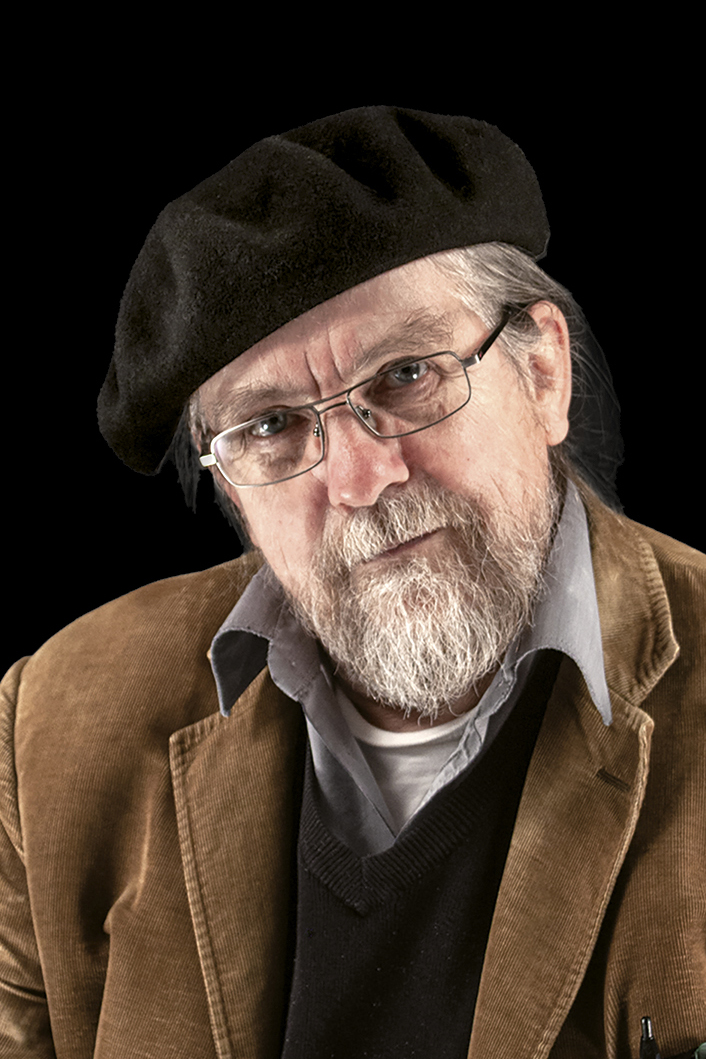
Bengt Pohjanen ist der Autor von Dagning, röd!

Der Film hatte den Arbeitstitel Liikutuksia, Meänkieli für „Bewegungen“. Das Drehbuch war von Bengt Pohjanen ins Meänkieli übersetzt worden, und während der gesamten Produktion war ein Sprachcoach (Mervi Jaako) tätig.
Inspiration fand der Regisseur vor allem im Roman Dagning, röd! (1988), ebenfalls von Bengt Pohjanen, auf dem der Film zwar nicht basiert aber von dem manche Sequenzen übernommen wurden. Der Romanautor erlebte als Heranwachsender die Spannungen mit verschiedenen religiösen Bewegungen, darunter dem Laestadianismus. Im Roman beschreibt er die Korpela-Bewegung. Diese wurde in den 1920er Jahren in Tornedalen vom laestadianischen Prediger Toivo Korpela gegründet. Nach dem späteren Führer Sigurd Siikavaara wurde sie auch Siikavaara-Sekte genannt. Sie war bekannt für ihre apokalyptischen Glaubensvorstellungen und umstrittenen wegen ihrer unorthodoxen Rituale sowie sexuellen Praktiken.
Als Sohn eines Dorfpredigers, aufgewachsen in einer eng verbundenen religiösen Gemeinschaft, konnte Blåhed ebenfalls auf eigene Erfahrungen zurückgreifen. Er hofft, sein Film könne zum Nachdenken über Spiritualität anregen und darüber, was sie den Menschen gibt, so der Regisseur gegenüber Variety. Weiter bemerkt er, dass Teodor kein schlechter Mensch ist und er irgendwie doch einer ist und jemand wie er heute nicht so lange weitermachen könnte, ohne gestoppt zu werden.

### Besetzung und Dreharbeiten
Die Schauspieler stammen vorwiegend aus Finnland, darunter Finnlandschweden wie Jessica Grabowsky, Jakob Öhrman und die für ihre Rolle in dem Film Fallende Blätter bei den Golden Globes nominierte Alma Pöysti.
Jessica Grabowsky spielt Rakel und Jakob Öhrman ihren Ehemann Teodor. Maria Issakainen, die Meänkieli als Muttersprache spricht, spielte Rakels Stieftochter Elsa. Samuli Niittymäki spielt Toivo Korpela, den Gründer der Korpela-Bewegung, der ihrem Dorf einen Besuch abstattet. Weitere größere Rollen wurden mit Hannes Suominen, Rebekka Baer und Hannu-Pekka Björkman besetzt. Elina Knihtilä spielt Tyra Viola und Alma Pöysti Lisa. Sakari Kuosmanen und Kati Outinen sind in den Rollen von Rakels Eltern zu sehen.
Die Dreharbeiten fanden überwiegend in Nordschweden in den Gemeinden Haparanda, Övertorneå und Kalix statt, teilweise auch in Finnland, unter anderem in einem Studio in Helsinki. Da der Regisseur selbst aus Tornedalen kommt und das Thema dort historisch verankert ist, war es ihm wichtig, dort auch zu drehen. Als Kamerafrau fungierte Mimmo Hildén.

### Filmmusik und Veröffentlichung
Die Filmmusik komponierte Rebekka Karijord. Das Soundtrack-Album mit insgesamt 19 Musikstücken wurde Anfang Februar 2025 von OONA als Download veröffentlicht.
Die Weltpremiere des Films fand am 5. Februar 2025 beim Internationalen Filmfestival Rotterdam statt. Am 21. März 2025 kam der Film in die finnischen Kinos. Im Mai 2025 wird er beim Seattle International Film Festival gezeigt.

## Rezeption

### Kritiken
Guy Lodge schreibt in seiner Kritik für Variety, Jessica Grabowskys feine Darstellung der Rakel trage viel zur Spannung des Films bei, die ihre schiere Machtlosigkeit zu begreifen beginnt. Dem gegenüber stehe Jakob Öhrmans Darstellung ihres Ehemanns Teodor, der wie eine raue Bedrohung wirke.Rörelser sei als Historienfilm sehr eindringlich, was die weit zurückliegende Zeit, den Ort und die strenge Lebensweise betrifft. Viel Verdienst gebühre Vilja Katramo und Okku Rahikainens für ihr rustikales, jedoch nicht an Cottagecore angelehntes Szenenbild, aber auch der Arbeit der Kostümbildnerin Viktoria Mattila.

### Auszeichnungen
International Film Festival Rotterdam 2025
- Auszeichnung mit dem Big Screen Award[12]

Seattle International Film Festival 2025
- Nominierung im Offiziellen Wettbewerb[11]